# Platysaurus pungweensis
Platysaurus pungweensis (пунгвейська пласка ящірка) — вид ящірок родини поясохвостів (Cordylidae). Мешкає в Південній Африці.

## Підвиди
Виділяють два підвиди:
- Platysaurus pungweensis pungweensis Broadley, 1959;
- Platysaurus pungweensis blakei Broadley, 1964.

## Поширення і екологія
Пунгвейські пласкі ящірки мешкають в горах Східного нагір'я на кордоні Зімбабве та Мозамбіку. Вони живуть в тріщинах серед скель, оточених мезофільними саванами. Живляться жуками і мурахами.